# Christos Voudouris
Christos Voudouris (* in Paris) ist ein in Frankreich geborener griechischer Kameramann beim Film, der verschiedene internationale Kinoproduktionen betreute, darunter Filme wie Alpen, Before Midnight oder Liebe geht seltsame Wege.

## Leben und Karriere
Christos Voudouris, als Sohn griechischer Eltern in Paris geboren, begann seine Laufbahn zuerst als Fotograf in Frankreich. Im Jahr 1977 zog er schließlich nach Griechenland. 1986 machte er seinen Abschluss als Kameramann an der 1950 in Athen gegründeten Hellenic Cinema and Television School Stavrakos (HCTSS). Zu dieser Zeit arbeitete er als Kameraassistent für den Kameramann und Regisseur Giorgos Panousopoulos. Neben seiner Tätigkeit als Kameraassistent, betreute er während der 1980er Jahre bereits fotografisch verschiedene Kurzfilme wie Mia fora stis toses (1985), Kyriaki (1986) oder den Dokumentarkurzfilm Thirasia (1988).
Seit 1990 hat Christos Voudouris international für mehr als 800 Werbespots gearbeitet. 1994 begann dann auch seine Karriere als Kameramann für Kinoproduktionen. In den Jahren 1994, 1995 und 1996 betreute er die griechischen Filme Terra incognita, Iniohos und Lysippos epoiisen der Regisseure Yiannis Typaldos, Alexis Damianos und Nikos Franghias. Von 1996 an arbeitet er vor allem in Europa und den Vereinigten Staaten.
2011 engagierte ihn der griechische Regisseur Yorgos Lanthimos für sein preisgekröntes Filmdrama Alpen. 2013 fotografierte er für Richard Linklater das für einen Oscar nominierte romantische Drama Before Midnight mit Ethan Hawke und Julie Delpy. 2014 arbeitete er schließlich als Kameramann für Ira Sachs Kinoproduktion Liebe geht seltsame Wege mit John Lithgow, Alfred Molina und Marisa Tomei in den Hauptrollen. Im Jahr 2016 stand er für Regisseur Joshua Marstons Mystery-Drama Complete Unknown Du bist, wer du vorgibst zu sein mit Erin Darke, Rachel Weisz und Hansel Tan hinter der Kamera.

## Filmografie (Auswahl)

### Kino
- 1994: Terra incognita
- 1995: Iniohos
- 1996: Lysippos epoiisen
- 2011: Alpen (Alpis)
- 2013: Before Midnight
- 2014: Liebe geht seltsame Wege (Love Is Strange)
- 2016: Complete Unknown Du bist, wer du vorgibst zu sein (Complete Unknown)
- 2018: Private Life
- 2023: Rosalie

### Fernsehen
- 2022: Dangerous Liaisons (Fernsehserie, 4 EpisodeN)

### Kurz- und Dokumentarfilme
- 1985: Mia fora stis toses (Kurzfilm)
- 1986: Kyriaki (Kurzfilm)
- 1988: Thirasia (Dokumentarkurzfilm)
- 1990: Tyflomyga (Kurzfilm)
- 1997: Proini ptosi (Kurzfilm)
- 2011: Just a Perfect Day (Kurzfilm)
- 2014: II (Two) (Kurzfilm)
- 2016: Odette (Kurzfilm)
- 2017: Unbuilt Light (Kurzfilm)
- 2019: All the Fires the Fire (Kurzfilm)
- 2021: The Following Year (Kurzfilm)
- 2022: Summer Storm (Kurzfilm)